# Drofenik
Drofenik je priimek v Sloveniji, ki ga je po podatkih Statističnega urada Republike Slovenije na dan 1. januarja 2010  uporabljalo 522 oseb in je med vsemi priimki po pogostosti uporabe uvrščen na 567. mesto.

## Znani nosilci priimka
- Dušan Drofenik (1954—2014), ekonomist in bankir
- Franček Drofenik (1931—2004), igralec, gledališčnik, publicist
- Herbert Drofenik (1909—1993) arhitekt, planinec in alpinist
- Jernej Drofenik, dr. kemije
- Jožef (Josip) Drofenik (1884—1953), politik
- Jožef Drofenik (*1959), diplomat
- Karel Drofenik (1934—2023), župnik na Spodnji Polskavi
- Marjan Drofenik (1949—2021), strojnik, glasbenik, politik (župan, poslanec)
- Mihael Drofenik (*1941), kemik, univ. profesor
- Rok Drofenik (1869—1903), politik in publicist
- Urša Drofenik (*1976), modna oblikovalka